# Ernesto Escárrega
Ernesto Escárrega Acosta (Los Mochis, Sinaloa; 27 de diciembre de 1949) fue un beisbolista mexicano, conocido como el "Chico", “Caneto” o “El indio de Acero”, que jugó como lanzador, por 20 temporadas en diferentes ligas del béisbol, que por su calidad como jugador ingresó al Salón de la fama del Béisbol Mexicano.

## Liga Mexicana de Beisbol
En la Liga Mexicana de Verano, jugó 19 temporadas, para un récord de 192-141, con una efectividad de 3.24, con 1,276 ponches en 467 partidos, en 6 equipos. Fue contratado primeramente por los Diablos Rojos del México, donde fue elegido el Novato del Año en 1970, al contar con un primer récord de 5-1 en ganados y perdidos, con un promedio de 2.76 de efectividad en 62 entradas en 27 partidos, permaneciendo ahí, hasta 1972, y volvió con ellos a su regreso de Chicago por las temporadas 1983, 84 y 88.
Fue transferido al club de los Pericos de Puebla, donde estuvo 8 temporadas desde 1973 a 1980 y contribuyó al galardón de campeón en 1979, para un 20-9 —su mejor marca de por vida en una temporada— y con 7 campañas de 15 triunfos o más. Jugó también para Leones de Yucatán, Olmecas de Tabasco, Acereros de Monclova y Rieleros de Aguascalientes.

## Ligas Mayores.
Tuvo un corto paso, al ser contratado como agente libre, que inició el 26 de abril y concluyó el 27 de septiembre de 1982, con Medias Blancas de Chicago a sus 32 años para un récord de 1 ganado y 3 perdidos, en 38 partidos y 73 entradas, como pitcher relevista, para un promedio de 3.67 y 33 ponches. Esa temporada la compartió con otros dos mexicanos en el equipo que eran Aurelio Rodríguez y Salomé Barojas.

## Liga Mexicana del Pacífico
Participó en 16 temporadas para un 91-86 y un 2.56 de efectividad para ser el octavo lugar en la liga. Inició en la Liga Mexicana del Pacífico, con el equipo de su ciudad, Cañeros de los Mochis, en 1971, Jugó también con Águilas de Mexicali 78-79, 81-82, Yaquis de Obregón, Naranjeros de Hermosillo y Algodoneros de Guasave.
Se retiró a los 40 años en 1989.

## Reconocimientos
- Retiraron el número de uniforme 14 en julio de 2022, como homenaje, en el estadio Hermanos Serdán de la Angelópolis.
- Retiraron su número del club Águilas de Mexicali, ya que es el pitcher con más victorias en la historia del club con 64, siendo también quien más juegos ha iniciado con 127 juegos, el que más entradas ha lanzado para 982 entradas, y el mejor promedio de la historia del club con un 1.86.
- El estadio de béisbol infantil de Ahome Sinaloa lleva su nombre.[5]
- Su ingreso al Salón de la Fama fue en el 2002.[6]